# Arztanordnungsklausel
Die Arztanordnungsklausel ist ein Begriff aus dem Versicherungsvertragsrecht, insbesondere dem Recht der Berufsunfähigkeitsversicherung.
Mit der Arztanordnungsklausel wird in den Versicherungsbedingungen die Befolgung von ärztlichen Anordnungen zur Voraussetzung für die Anerkennung von Berufsunfähigkeitsleistungen. Grundsätzlich verzichten die Versicherer auf die Anordnungsklausel. Insbesondere ist die versicherte Person nicht verpflichtet, operative Behandlungsmaßnahmen, die der untersuchende oder behandelnde Arzt anrät, durchführen zu lassen. Die versicherte Person ist jedoch in der Regel verpflichtet, geeignete Hilfsmittel wie z. B. Seh- oder Hörhilfen zu verwenden und zumutbare Heilbehandlungen vornehmen zu lassen, die eine wesentliche Besserung der gesundheitlichen Beeinträchtigung erwarten lassen. Als zumutbar gelten insbesondere Heilbehandlungen, die gefahrlos und nicht mit besonderen Schmerzen verbunden sind.
Die Pflicht zur Vornahme zumutbarer Heilbehandlungen, wenn diese eine sichere Aussicht auf Besserung des Gesundheitszustands bieten, konkretisiert die Pflicht des Versicherten zur Schadensminderung aus § 254 BGB.